# Меллитовый ангидрид
Меллитовый ангидрид — органическое соединение с формулой C12O9, являющееся ангидридом меллитовой кислоты.
Получают обезвоживанием меллитовой кислоты.
Меллитовый ангидрид представляет собой оксид углерода (оксокарбон). Соединение является сублимирующимся порошком, предположительно полученным Либихом и Вёллером в 1830 году во время исследования меллита, давшими ему химическую формулу C4O3. Вещество было должным образом охарактеризовано в 1913 г. Г. Мейером и К. Штайнером и сохраняет ароматические свойства бензольного кольца.